# Walker - Una storia vera
Walker - Una storia vera (Walker) è un film del 1987 diretto dal regista Alex Cox. La pellicola è stata presentata in concorso al Festival di Berlino 1988.

## Trama
È la storia dell'avventuriero americano del diciannovesimo secolo William Walker, che a 32 anni, stanco della solita vita, riuscì a diventare presidente del Nicaragua grazie ad un colpo di Stato. Carico di humor e trovate satiriche, il film ha reso famoso Ed Harris al grande pubblico.

## Colonna sonora
La colonna sonora, intitolata Walker, viene pubblicata nel 1987 ed è il primo album accreditato esclusivamente al frontman dei Clash Joe Strummer. Oltre ad essere la voce solista, Strummer è autore di testi e musiche nonché produttore.